# Eduard Daege

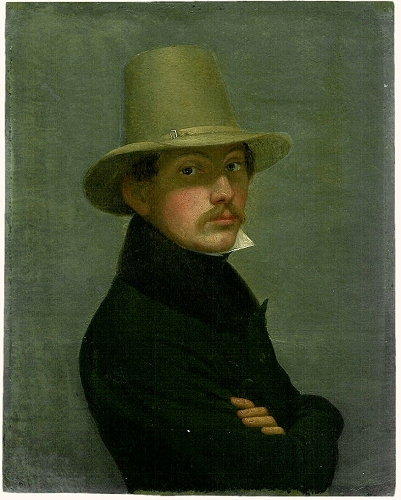
Selbstbildnis in jugendlichem Alter

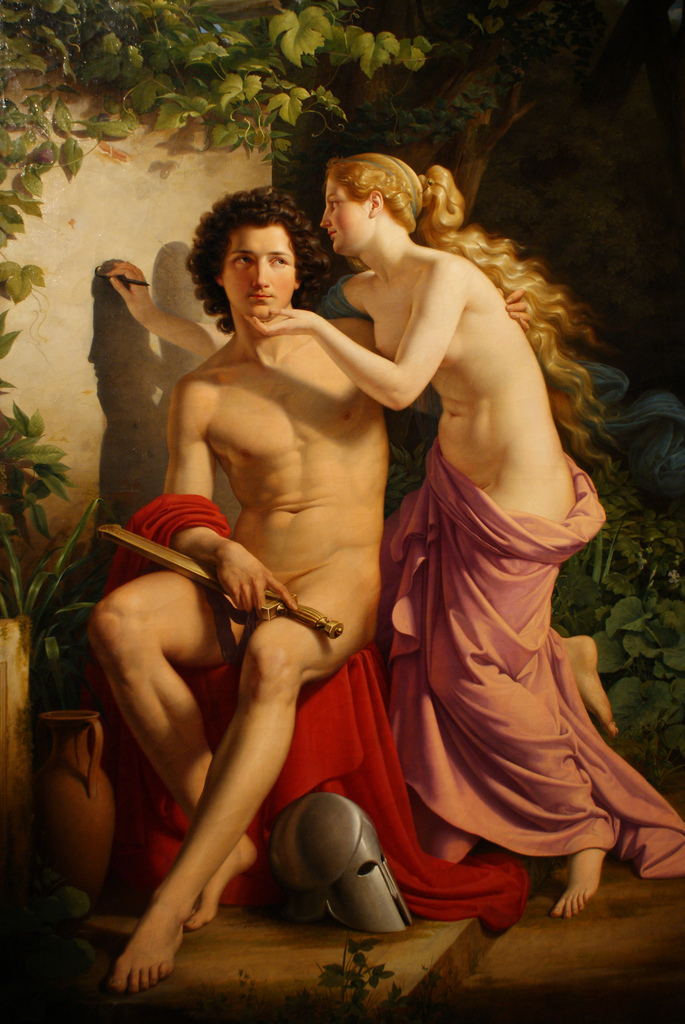
Die Erfindung der Malerei, 1832

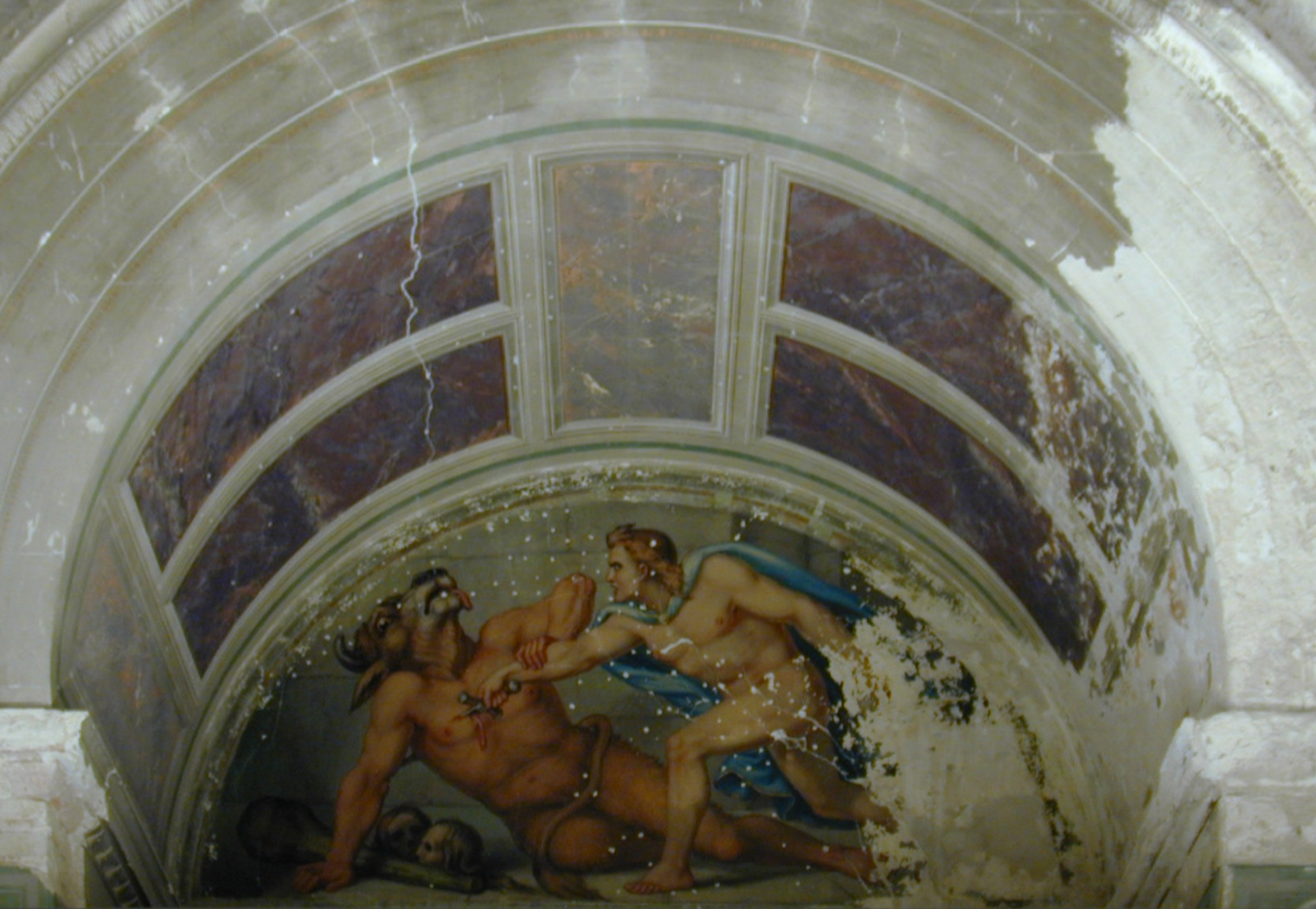
Theseus tötet den Minotaurus, Heldenbild im Nordkuppelsaal des Neuen Museums, Berlin

Eduard Wilhelm Daege (* 10. April 1805 in Berlin; † 6. Juni 1883 in Berlin) war ein deutscher Maler, Direktor der Berliner Akademie und der Nationalgalerie in Berlin.

## Leben
Der am 10. April 1805 in Berlin geborene Eduard Daege studierte ab 1820 an der Berliner Akademie bei Johann Gottfried Niedlich und ab 1823 im Atelier des Hofmalers Wilhelm Wach. Vermutlich war er 1821 auch an der Ausmalung von Schinkels Schauspielhaus am Gendarmenmarkt beteiligt. Zusammen mit Karl Eduard Biermann unternahm er 1832–1833 eine Reise nach Rom und Neapel.
Seit 1835 Mitglied der Berliner Akademie, wurde Daege 1838 Lehrer der Zeichen- und Antikenklasse. 1840 zum Professor ernannt, beteiligte er sich an den Wandgemälden im Neuen Museum und in der Schlosskapelle des Berliner Stadtschlosses. Von 1861 bis 1874 leitete er die Berliner Akademie, was auch die Direktion der neu gegründeten Nationalgalerie umfasste.
Eduard Daege starb am 6. Juni 1883 in Berlin.

## Werke (Auswahl)
- 1821: vermutlich Beteiligung an der Ausmalung des Berliner Schauspielhauses
- 1832: Die Erfindung der Malerei. Öl auf Leinwand, 176,5 × 135,5 cm, Berlin, Nationalgalerie
- 1837: Der Messner. Öl auf Leinwand, 65,8 × 49,8 cm, Berlin, Nationalgalerie
- 1846–1852: Beteiligung an der stereochromen Ausmalung der Kapelle des Berliner Stadtschlosses (Geburt Christi, Anbetung der Hirten, 24 Engelfiguren und Köpfe)
- 1847–1855: Wandmalereien im Neuen Museum in Berlin (Heldenbilder im Nordkuppelsaal, Allegorien der vier Städte des christlichen Altertums Rom, Jerusalem, Byzanz und Aachen in von den Kardinaltugenden getragenen Medaillons im Südkuppelsaal)
- 1856: Altarbild der Klosterkirche, Kloster Ribnitz